# Automolis postfuscescens
Automolis postfuscescens là một loài bướm đêm thuộc phân họ Arctiinae, họ Erebidae.